# Shankar Vedantam

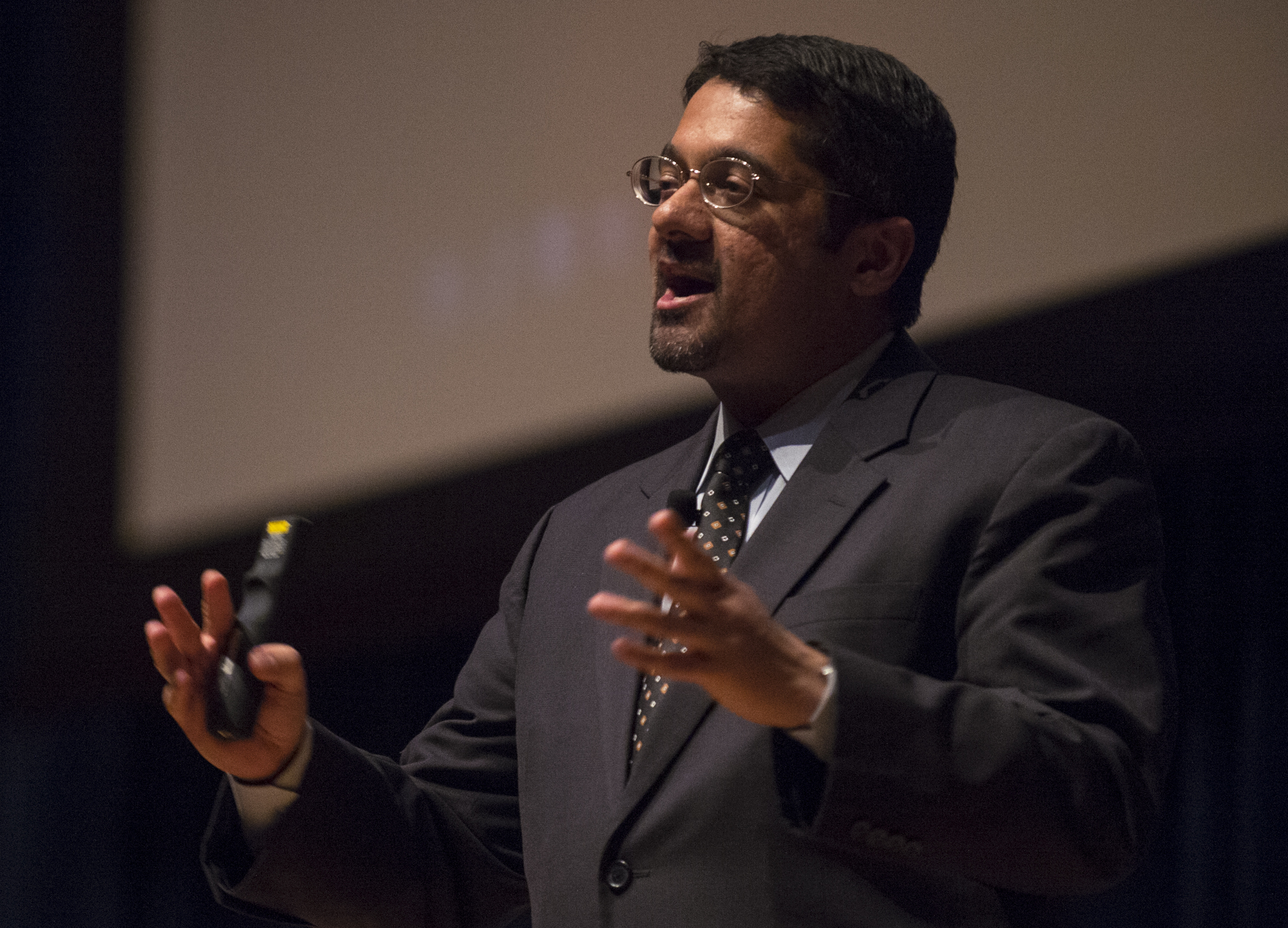
Vedantam em 2016.

Shankar Vedantam é um escritor e jornalista americano, atualmente correspondente científico da rádio americana NPR. Suas matérias focam, sobretudo, no comportamento humano e ciências sociais. Graduou-se em engenharia eletrônica na Índia e fez mestrado em jornalismo na Universidade Stanford. Vedantam recebeu diversos prêmios de ramo jornalístico, entre eles o da Society of Professional Journalists.

## Carreira
Entre 2001 e 2011 trabalhou no jornal The Washington Post, escrevendo uma coluna sobre o comportamento humano entre 2007 e 2011. Logo em seguida, trabalhou para a revista Slate escrevendo uma coluna chamada "Hidden Brain" ("cérebro escondido" em tradução literal). Juntou-se à NPR em 2011 e desde de 2015 apresenta um podcast de ciências sociais também chamado "Hidden Brain", propondo-se a "revelar os padrões inconscientes que governam o comportamento humano, os vieses que moldam nossas escolhas e os gatilhos que dirigem o curso de nossos relacionamentos."
Shankar Vedantam já escreveu peças de teatro, livros de ficção (tal qual The Ghosts of Kashmir, publicado em 2005) e não ficção, deste gênero destacando-se o livro publicado em 2010 chamado The Hidden Brain: How our Unconscious Minds Elect Presidents, Control Markets, Wage Wars and Save Our Lives.